# Quinto del rey

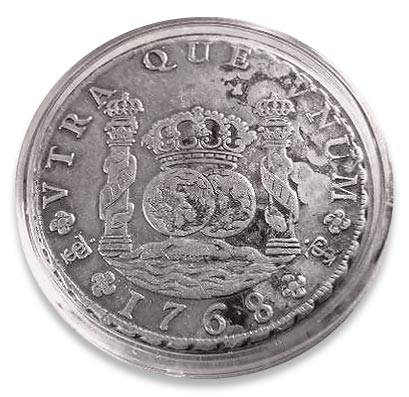
Real de plata de Potosí.

Se llama quinto del rey o quinto real a la parte que la hacienda pública sacaba de la plata y oro que se obtenía en América en reconocimiento del dominio supremo que el rey tenía en las minas. Aunque los reyes de España, como entonces soberanos de la América española, fueron dueños de las minas de oro y plata, se desprendieron de su propiedad por real cédula de 9 de noviembre de 1525, reservándose solamente la quinta parte (20 %) de los metales que produjeran, contribución que se rebajó por reales cédulas de 19 de junio de 1723 y 1 de marzo de 1777, al 13 por ciento en la plata y al 3 por ciento en el oro.
En particular la expresión quinto del rey o quinto real suele hacer referencia a un impuesto de la quinta parte establecido en 1504 por la Corona de Castilla sobre la extracción de metales preciosos, principalmente el oro y la plata, y otros artículos dentro de los territorios de lo que fue la América española.
En el siglo XV se cobraba en la península el quinto de las ventas de negros que se conducían por los comerciantes desde Guinea a Andalucía.

## Origen
Como posible fundamento bíblico, en Génesis 47.24 y 47.26 José, segunda máxima autoridad del país de Egipto, pide al pueblo la quinta parte de los frutos de la tierra para el faraón exceptuando a los sacerdotes.
El quinto del rey estuvo en vigor en los Estados musulmanes de la península ibérica durante la Edad Media.

Los despojos y presas (de guerra) se repartirán en la forma siguiente: después de deducir el quinto para el rey, cada individuo puede tomar cuanto necesite para satisfacer su hambre, aplicando lo restante al acervo común. El jinete recibirá dos partes; el infante una (...)
Código legal del rey Yusuf I de Granada (1318-1354)

## Monto del impuesto
Este impuesto ascendía en principio al veinte por ciento de toda riqueza metálica o en joyas que fuera obtenida en sus provincias. Con la caída de la casa Habsburgo y el ascenso de los Borbones al trono español, se emprenden una serie de reformas en pro de reactivar e incentivar la producción minera (en crisis por esas décadas). El impuesto fue reducido, cambiando a un porcentaje nominal del diez por ciento (diezmo), que bajaría con los años a un monto entre un cinco y ocho por ciento o menos para finales del imperio en América.
En el caso de la plata, el monto a pagar se conocía de manera perfecta por la cantidad de mercurio que la corona, dueña del monopolio de la producción de este elemento, entregaba a señores de minas y concesionarios para llevar a cabo el "beneficio de patio". Dado que el mercurio era necesario para extraer la plata, no había manera de defraudar a Hacienda.

## Destino y forma del impuesto
Este impuesto era cobrado por la administración colonial a través de la figura de las Cajas Reales y llegaba a manos de la monarquía española en forma de barras de metal precioso.

## Transporte
Para transportar lo máximo posible del quinto real en las naves hispanas de la época, hubo piezas de arte que fueron fundidas para transformarlas en barras de oro o de plata y así facilitar su transporte. Por ello, son escasas las piezas de arte de dichos metales de las épocas precolombinas.
Algunas de estas piezas se libraron del quinto real, y a la vez de la fundición, gracias al hecho de que ciertos conquistadores, que se habían enriquecido en las Indias, conservaron las piezas que a su juicio fueron las más bonitas para sus residencias.
Otras piezas de oro y de plata se pueden observar hoy porque estaban enterradas en tumbas y porque fueron descubiertas posteriormente.[cita requerida]